# 八達通日日賞

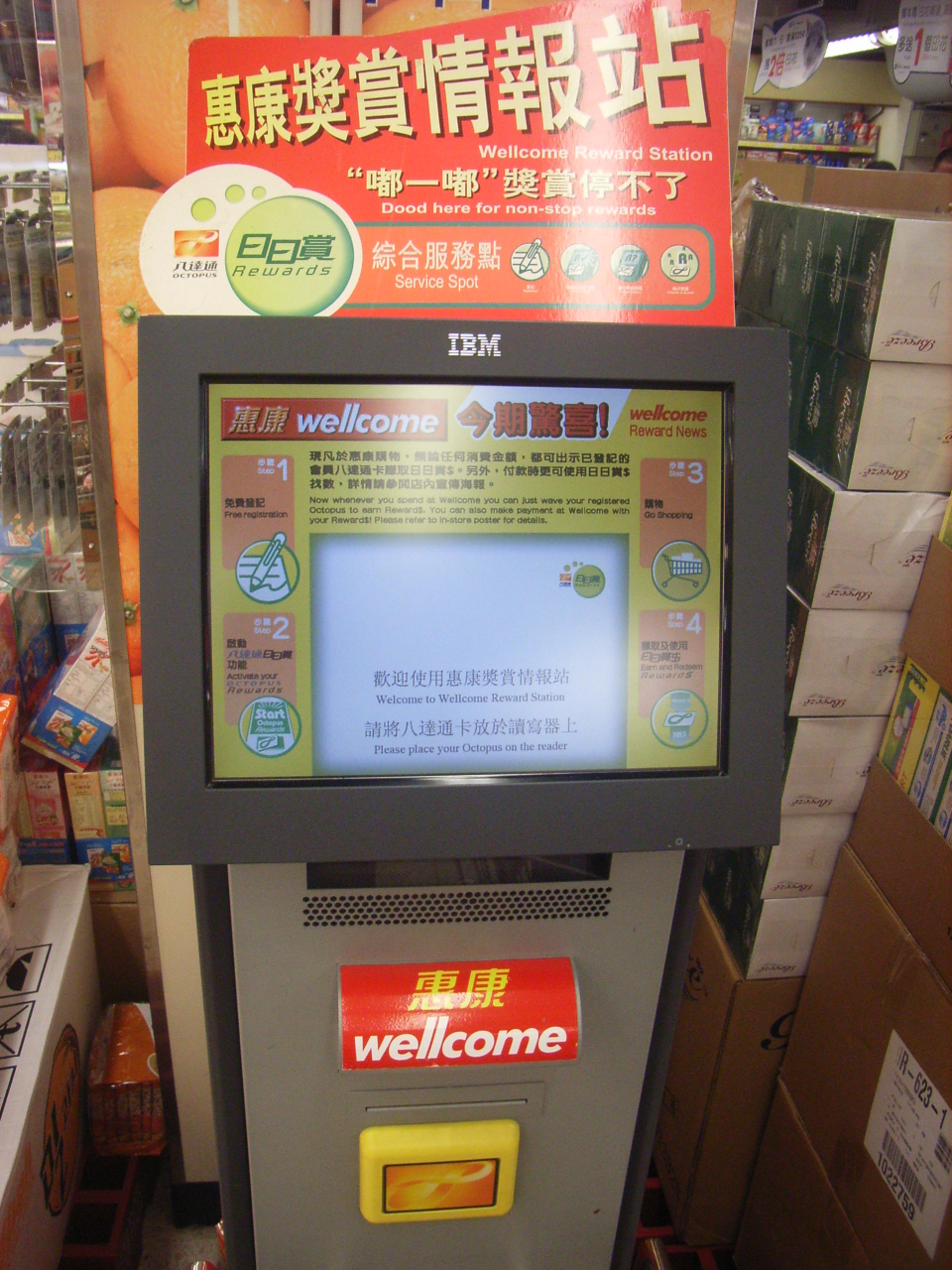
日日賞

八達通日日賞是八達通過往推出的一個計劃，目的是收集香港消費者的消費行為的數據，經過資料挖掘（Data Mining）分析，可以作為未來產品、服務推廣等用途。而營運公司為八達通獎賞有限公司，是八達通卡有限公司的全資附屬公司。
日日賞始於2005年11月，已經登記的八達通卡，只要在指定商店購物付款時，拍卡便可以獲得積分，記錄在其卡內，作為獎勵。這亦是八達通推出以來，八達通公司本身推出第一項積分計劃。
計劃已經在2020年9月1日停止運作。現有剩餘的積分已經失效。

## 運作模式
一般而言，參與者於不同指定商店購物時，每消費港幣$200.00，可獲$1「日日賞$」。「日日賞$」不可兌換現金，只可以在指定商店代替現金用作購物之用，而現時每$1「日日賞$」可代表不少於$1的港幣價值。在個別商店，有時會推出若干倍數的「日日賞$」的優惠。
參與者除了可以透過已登記的八達通於指定的商戶消費以賺取日日賞積分外，八達通公司亦會不定期電郵問卷調查予參與者，參與者只要回覆有關的問卷調查，即有機會獲得日日賞積分，成功獲得積分的參與者將會獲電郵通知，並需於指定時間內到日日賞積分機中下載所獲得的積分。
但亦有人對八達通公司的資料挖掘行為，對私隱的侵犯感到憂慮。亦有個別商戶，因無替顧客存入積分，而私下把相當於惠顧可獲得的積分，以現金方式回饋（比如消費$1則回饋$1）。
必須注意的是，「八達通·嶺南通」聯名卡、「嶺南通·八達通」聯名卡及「互通行」卡（八達通及深圳通聯名卡）於推出初期不能登記是項服務，直至2013年1月31日起，以上跨境聯名卡方開通是項服務。

## 私隱資料事件
2010年7月，八達通公司被揭發自2002年起將「日日賞計劃」會員、個人八達通卡主及自動增值服務使用者的個人資料，售予六間合作商戶作產品及服務推廣之用，並從中獲利4400萬。事件引起社會及傳媒廣泛關注，私隱專員公署也對此事件展開調查及公開聆訊。八達通行政總裁陳碧鏵在聆訊前，仍然表示沒有出售個人資料，在聆訊時才終於向公眾承認事件。

## 過往參與商戶
- 超級市場：牛奶有限公司旗下的超級市場，包括惠康超級市場、Market Place by Jasons、 Jasons - Food & Living 、Jasons ichiba 及 3hreesixty
- 麵包西餅店：東海堂
- 童裝店：Sanrio Kids、Chickeeduck
- 銀行：香港上海滙豐銀行（HSBC）、中國建設銀行(亞洲) 已於2019年8月24日及2019年9月20日起結束
- 飲品：可口可樂公司 (飲品膠樽回收計劃)
- 商場：以下港鐵商場：德福廣場、青衣城、杏花新城、綠楊坊、君薈坊
- 寵物店：五方寵物有限公司（包括旗下的Q-PETs、紅蘿蔔、寵物森林、龍貓樂園、寵物便利及寵物易購網）
- 旅遊：星晨旅遊
- 個人護理商店：屈臣氏，於2007年12月17日與八達通日日賞結束合作伙伴關係
- 港式快餐：大快活，於2009年10月1日與八達通日日賞結束合作伙伴關係
- 相片沖印店：快圖美，於2009年12月1日與八達通日日賞結束合作伙伴關係
- 法式快餐：Délifrance，於2010年4月1日與八達通日日賞結束合作伙伴關係
- 電視：Now101台遊戲節目撳錢 （2011年4月12日至8月31日）及 撚價
- 人壽保險：信諾環球人壽保險
- 美式快餐：麥當勞，於2013年8月26日與八達通日日賞結束合作伙伴關係
- 電訊：one2free
- 電影院：娛藝戲院（UA CINEMAS），於2017年6月19日與八達通日日賞結束合作伙伴關係
- 電器產品：中原電器於2019年12月1日結束與八達通日日賞合作關係。

## 相關
- 其他積分優惠卡—易賞錢
- 收銀機